# Grand Prix de Plouay 2021
Il Grand Prix de Plouay - Lorient - Agglomération Trophée CERATIZIT 2021, ventesima edizione della corsa e valevole come quattordicesima prova dell'UCI Women's World Tour 2021 categoria 1.WWT, si svolse il 30 agosto 2021 su un percorso di 150,5 km, con partenza e arrivo a Plouay, in Francia. La vittoria fu appannaggio dell'italiana Elisa Longo Borghini, la quale completò il percorso in 4h06'02", alla media di 36,702 km/h, precedendo la francese Gladys Verhulst e la statunitense Kristen Faulkner.
Sul traguardo di Plouay 60 cicliste, su 85 partite dalla medesima località, portarono a termine la competizione.

## Squadre e corridori partecipanti
| N.    | Cod. | Squadra                 |
| ----- | ---- | ----------------------- |
| 1-6   | TFS  | Trek-Segafredo          |
| 11-16 | VAL  | Valcar-Travel & Service |
| 21-26 | DSM  | Team DSM                |
| 31-35 | ALE  | Alé BTC Ljubljana       |
| 41-44 | LIV  | Liv Racing              |
| 51-56 | PHV  | Parkhotel Valkenburg    |
| 61-66 | ARK  | Arkéa Pro Cycling Team  |
| 71-76 | SDW  | Team SD Worx            |

| N.      | Cod. | Squadra                   |
| ------- | ---- | ------------------------- |
| 81-86   | TIB  | Team Tibco-SVB            |
| 91-96   | FDJ  | FDJ Nouvelle-Aquitaine    |
| 101-106 | CSR  | Canyon-SRAM Racing        |
| 111-116 | JVW  | Jumbo-Visma Women Team    |
| 121-126 | SRC  | Stade Rochelais Charente  |
| 131-136 | MAT  | Massi-Tactic Women Team   |
| 141-146 | WNT  | Ceratizit-WNT Pro Cycling |

## Ordine d'arrivo (Top 10)
| Pos. | Corridore            | Squadra | Tempo    |
| ---- | -------------------- | ------- | -------- |
| 1    | Elisa Longo Borghini | Trek    | 4h06'02" |
| 2    | Gladys Verhulst      | Arkéa   | a 12"    |
| 3    | Kristen Faulkner     | Tibco   | s.t.     |
| 4    | Sofia Bertizzolo     | Liv     | s.t.     |
| 5    | Évita Muzic          | FDJ     | s.t.     |
| 6    | Eugenia Bujak        | Alé     | s.t.     |
| 7    | Elizabeth Deignan    | Trek    | s.t.     |
| 8    | Coryn Labecki        | DSM     | s.t.     |
| 9    | Ashleigh Moolman     | SD Worx | s.t.     |
| 10   | Anna Henderson       | Jumbo   | s.t.     |